# David Farrar
Pour les articles homonymes, voir Farrar.
David Farrar est un acteur anglais, né à Forest Gate (Newham, Grand Londres, Angleterre) le 21 août 1908, mort en Afrique du Sud (lieu indéterminé) le 31 août 1995.

## Biographie
David Farrar participe à 49 films, entre 1937 et 1962 (année où il met un terme à sa carrière), principalement des réalisations britanniques (notamment du tandem Powell-Pressburger, dont Le Narcisse noir en 1947 qui lui offre un de ses rôles les plus connus, aux côtés de Deborah Kerr). Il apparaît également dans plusieurs films américains (ainsi, Salomon et la Reine de Saba en 1959, avec Yul Brynner et Gina Lollobrigida), ainsi que sur une coproduction franco-italienne (Les Vaincus, en 1953).

## Filmographie complète
- 1937 : Return of a Stranger (en) (non crédité) de Victor Hanbury
- 1938 : Sexton Blake and the Hooded Terror (en) de George King
- 1938 : A Royal Divorce de Jack Raymond
- 1939 : Armes secrètes (Q Planes) (non crédité) de Tim Whelan et Arthur B. Woods
- 1941 : La Chanson du bonheur (en) (Danny Boy) d'Oswald Mitchell (en)
- 1941 : Sheepdog of the Hills (en) de Germain Burger (en)
- 1942 : Suspected Person de Lawrence Huntington
- 1942 : Went the Day Well? d'Alberto Cavalcanti
- 1943 : The Dark Tower (en) de John Harlow (en)
- 1943 : Contre-espionnage (en) (They met in the Dark) de Karel Lamač
- 1943 : The Night Invader (en) de Herbert Mason
- 1944 : Headline (en) de John Harlow (en)
- 1944 : The Hundred Pound Window de Brian Desmond Hurst
- 1944 : For Those in Peril de Charles Crichton
- 1945 : The World owes me a living (en) de Vernon Sewell
- 1945 : Meet Sexton Blake (en) de John Harlow (en)
- 1945 : The Echo Murders (en) de John Harlow (en)
- 1946 : The Trojan Brothers de MacIean Rogers
- 1946 : Lisbon Story de Paul L. Stein
- 1947 : Le Narcisse noir (Black Narcissus) de Michael Powell et Emeric Pressburger
- 1947 : Frieda de Basil Dearden
- 1948 : Mr. Perrin and Mr. Traill (en) de Lawrence Huntington
- 1949 : La Mort apprivoisée (The Small Back Room) de Michael Powell et Emeric Pressburger
- 1949 : Diamond City (en) de David MacDonald
- 1950 : La Cage d'or (Cage of Gold) de Basil Dearden
- 1950 : La Renarde (Gone to Earth) de Michael Powell et Emeric Pressburger
- 1951 : The Late Edwina Black (en) de Maurice Elvey
- 1951 : Night without Stars (en) d'Anthony Pelissier
- 1951 : La Princesse de Samarcande (The Golden Horde) de George Sherman
- 1952 : The Wild Heart (version américaine de Gone to Earth - 1950 - pré-cité, avec scènes additionnelles de Rouben Mamoulian)
- 1953 : Les Vaincus (I Vinti) de Michelangelo Antonioni
- 1954 : Duel dans la jungle (Duel in the Jungle) de George Marshall
- 1954 : Le Chevalier du roi (The Black Shield of Falworth) de Rudolph Maté
- 1954 : Voyage en Birmanie (Lilacs in the Spring) de Herbert Wilcox
- 1955 : Le Renard des océans (The Sea Chase) de John Farrow
- 1955 : Les Rubis du prince birman (Escape to Burma) d'Allan Dwan
- 1955 : Les Perles sanglantes (Pearl of the South Pacific) d'Allan Dwan
- 1956 : La Page arrachée (Lost) de Guy Green
- 1956 : La Bataille du Rio de la Plata (The Battle of the River Plate) de Michael Powell et Emeric Pressburger
- 1957 : Woman and the Hunter (en) de George P. Breakston
- 1958 : L'Affaire Dreyfus (I accuse !) de José Ferrer
- 1958 : Robin des Bois don juan (The Son of Robin Hood) de George Sherman
- 1959 : John Paul Jones, maître des mers (John Paul Jones) de John Farrow
- 1959 : Watusi de Kurt Neumann
- 1959 : Salomon et la Reine de Saba (Solomon and Sheba) de King Vidor
- 1960 : L'Aguicheuse (Beat Girl) d'Edmond T. Gréville
- 1961 : The Webster Boy de Don Chaffey
- 1962 : La Bataille des Thermopyles (The 300 Spartans) de Rudolph Maté